# Cauțiune
Cauțiunea este un set de restricții care sunt impuse unui suspect în așteptarea procesului, pentru a se asigura că acestea sunt conforme cu procesul judiciar.
În unele țări, în special Statele Unite, cauțiunea implică de obicei o cauțiune bond. Acest lucru constă în bani sau o anumită formă de proprietate, care este depusă la curte de suspect, în schimbul eliberării din arestul preventiv. Dacă suspectul nu se întoarce la tribunal, cauțiunea este reținută, iar suspectul poate fi acuzat de sustragere de la executarea pedepsei. Dacă suspectul se întoarce pentru a face toate înfățișările necesare, cauțiunea este returnată după încheierea  procesului.
În alte țări, precum Marea Britanie, cauțiunea este mult mai probabil să conste dintr-un set de restricții pe care suspectul va trebui să le respecte o anumită perioadă de timp. Sub această utilizare, cauțiunea poate fi administrată atât înainte, cât și după pronunțarea sentinței.

## Legături externe
- Cauțiunea judiciară, resituirea cauțiunii.